# Chionaema atrigutta
Chionaema atrigutta är en fjärilsart som beskrevs av Walker 1862. Chionaema atrigutta ingår i släktet Chionaema och familjen björnspinnare. Inga underarter finns listade i Catalogue of Life.